# Свети Николай (София)
Вижте пояснителната страница за други значения на Свети Никола.
„Свети Николай Мирликийски Чудотворец“ е старинна православна църква, разположена в центъра на българската столица София, на ул. „Цар Калоян“ № 8.

## Минало
Митрополитският храм „Св. Николай Чудотворец“ е сред най-старите храмове в София.
Построен е като малка семейна църква в двореца, намирал се на днешната ул. „Калоян“, зад хотел „Рила“. Смята се, че този дворец е бил в оцелелите части на дворцовия комплекс, построен от император Константин Велики, покръстителя на Римската империя, когато е отсядал в София.
Най-старите стени под църквата са от Константиново време (IV век). След като цар Крум превзема града в 809 г., оцелелите части на имперския дворец стават резиденция на българския управител на обширния и важен за царството Средечки комитат. От 971 г. Средец при цар Самуил (също дълго живял в София) е седалище на българския патриарх Дамян, като патриаршията последователно се мести във Воден, Преспа и Охрид.
След освобождението на София от византийско иго от Цар Асен I в 1193 г. дворецът е поправен от българския областен управител, а по-късно е построен и семейният дворцов параклис „Св. Николай“ на севастократор Калоян, царев братовчед. Калоян и съпругта му красивата севастократорица Десислава са изписани заедно с цар Константин Тих и царица Ирина Ласкарина Асенина в Боянската църква, също като тази посветена на св. Николай. Севастократор Александър ок. 1240 г. е изградил дворцовата си църква „Св. Петка Стара“, вградена днес в сградата на Софийската митрополия през днешната Калоянова улица срещу храма.
През вековете на османското владичество храмът е наричан „Св. Николай Големи“ (което е напълно разбираемо, ако се сравнява със станалата уземна тогава „Св. Петка Стара“ срещу него и за да се различава от „Св. Никола Мали“ – скромен възрожденски храм с подобна камбанария, разрушен при преустройство на София в края на ХІХ век. Сведение за средновековния храм в София дава Стефан Герлах, който в ХVI в. минава през града. През Възраждането и веднага след Освобождението от османска власт малката средновековна църква е обновявяна от българите, пристроена е до трикорабна и ѝ е направена камбанария.
През 1939 г. именно този храм приютява изгонените за десетилетие духовници от руската църква „Св. Николай“ на бул. „Цар Освободител“ в София. След като България установява дипломатически отношения с СССР руските емигранти принадлежащи към паството на Руската задгранична църква са обявявани от съветското посолство за белогвардейци. След като руската енория се мести в храмовете: св. Петка Самарджийска и в св. Екатерина на Княжевските гробища и начело с предстоятеля на руските енории в страната, общността се дистанцира от хитлеризма и приема съветско гражданство, след евакуацията се възвръща статута на руския храм-подворие. Днес там в криптата се пазят още неразкрити чудотворните мощи на канонизирания съвместно от Московската и Българската патриаршии през 2016 г. софийски чудотворец архиепископ Серафим Соболев. Предстои един ден, освен написването на историята на руската духовна общност, която вече е предмет на проучване от няколко изследователи, да се обсъжда канонизацията и на някои от другите руските духовни лица служили в тези няколко църкви и завършили своя земен път в България или реемигрирали (еп. Дамиан Говоров, прот. Всеволод Шпилер, прот. Георги Шавелски, игумениите Серафима Ливень, Диодора-Мария Дохторова, Касиния Везенкова и др. изиграли изключително важна роля в религиозния живот на страната), особено на предстоятеля протойерей Николай Владимирский и др. починали при срутването на храма при бомбардировките през март 1944 г., затрупани при едно от връщанията си от бомбоубежището.
На 30 март 1944 г. от англо-американските бомбардировки над София старинният храм е тежко разрушен. Оцелява невредима в пепелището храмовата чудотворна икона на свети Николай, късно произведение на иконописта, а също олтарът, в който е сложена, промискидията и даконикона и в цялата си височина част от стените при него и по-нанатък, но покривът и много от останалото са унищожени от взрива и пожара от бомбите. По стените или иконите през 20-те в този храм работят Атанас и Димитър Гюдженови, за което се споменава в биографичния албум на Димитър Аврамов. Храмът, без изчезналата още преди войната поствъзрожденска камбанария, която се вижда на снимките, по-малък и по-нисък след възрожденските пристроявания, практически е преизграден при строежа на хотела, когато се решава да бъде запазен, и така средновековният параклис по оцелелите му стени се изографисва и натъкмява в средата на 1950-те години по настояване на патриарх Кирил Български след Възстановяването на Българската патриаршия на 10 май 1953 г. и до началото на 1970-те години. Вероятно до 1961 година тук е служил ставрофорен иконом Стефан Енев, който до 90-те е ефимерий на храм "Преп. Йоан Рилски" при Софийската духовна семинария (1951-1990 - Дворец на пионерите).
Стенописите реставрирани през 2017-2018 г. са направени от Карл Йорданов, а Богородичната икона в иконостаса и иконите на балкона са изписани от реставратора на Руската църква след бомбардировките, от руския белоемигрантски иконописец и дългогодишен служител на НВИМ – Михаил Малецки през последните години от живота му. Друга икона на свети Николай е изписана върху метал от художничка, чиито инициали са запазени и след реставрацията. Служещият в храма свещеник Николай Нешков споменава в свое интервю, че има податки, че иконостасът на храма е от един от разрушените дворцови параклиси или от парк Врана, а оригиналният или по-късен иконостас на храма е бил преместен в църквата св. Андрей, където е известно, че апостолският ред е изписан от Павлинка Дидова. Другаде същият иконостас се приписва на Методи Балалчев, който вероятно прави и новите южни и северни външни двери на съседния храм света Петка през 30-те. Двете фигурки на св. първовърховни апостоли отстрани на царските двери потвърждават тази теза, въпреки разликата със снимката от дигитализирания архив на Археологическия музей, а отсъствието на архиерейски трон отпраща към царския трон с герб, какъвто стои в наоса на храм свети Никола в Горна Баня.

## Съвремие
Днес църквата е запазила старото от векове ниво на пода, затова изглежда вкопана, но настилката е нова. Ако се повдигне завесата на нишата на северната страна на наоса, няма да открием къде са лежали костите на Левски, какъвто слух в миналото е привличал поток от посетители и в съседни храмове, а се откриват оставените нарочно видими старинни църковни стени, поставени са сравнително нови авторски подписани икони, една от които на свети свещеномъченик Власий със събрани около него животни. Свещниците са изнесени в специален шкаф до входа. Надвратната патронна икона е също съвременна и много издържана в църковен стил.
Всяка година на храмовия празник 6 декември (Никулден) стотици софиянци посещават този малък храм, за да бъдат благословени от светеца и да се докоснат до неговата чудотворна икона. Тогава множеството на христолюбивия божи народ изпълва цялата Калоянова улица. В малкия храм с интересеен иконен балкон, в четвъртък традиционно се служи акатист към светеца за измолване на покровителство, особено при пътуване, за успешно задомяване, за безопасност на децата, при работа с пари, при бедност и прочее. От 2022 година при храма е организирана мобилна социална кухня.